# Nicole Girard-Mangin
Pour les articles homonymes, voir Girard (patronyme) et Mangin.
Nicole Girard-Mangin, née le 11 octobre 1878 à Paris et morte le 6 juin 1919 dans la même ville, est l'unique femme médecin à avoir exercé durant la Première Guerre mondiale au sein de l'armée française. Mobilisée à la suite d'une erreur administrative, le 2 août 1914, elle occulte sa condition féminine et répond à l'appel. Elle est affectée au front de l'Ouest et plus particulièrement à Verdun. Fin 1916, la direction de l'hôpital Edith-Cavell à Paris lui est confiée.

## Biographie

### Jeunesse et mariage

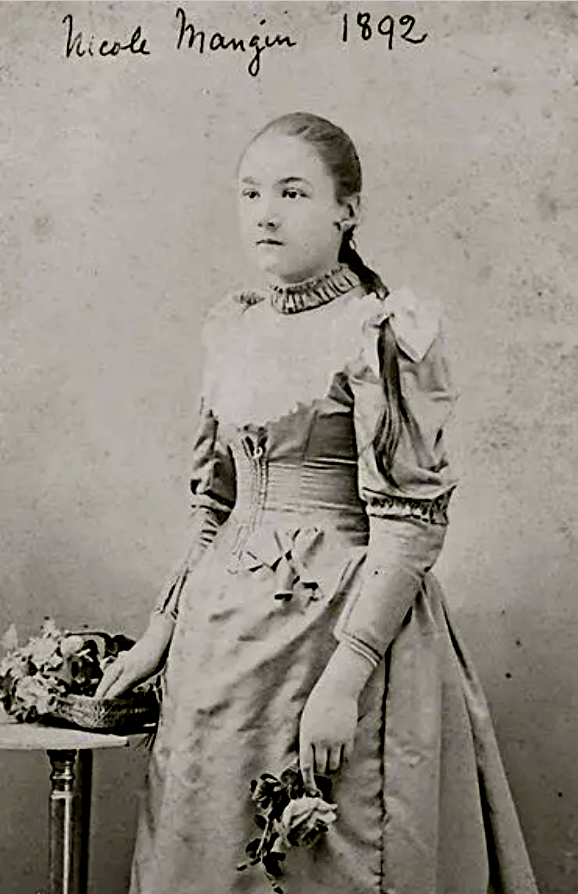
Nicole Mangin photographiée en 1892.

Nicole Mangin est issue de la petite bourgeoisie. Ses parents sont originaires du village de Véry-en-Argonne (Meuse) : son père, qui a d'abord été instituteur à Suippes, s'est ensuite établi près de Paris, à Charenton-le-Pont, pour y devenir négociant en vin de champagne. Nicole Mangin étudie dans les écoles de Charenton, puis à Paris, au lycée Fénelon, où elle obtient le certificat d'études primaires supérieures.
Elle veut se tourner vers des études de médecine et obtient le certificat d'études physiques, chimiques et biologiques (PCN). En 1896, à l'âge de 18 ans, elle entame des études de médecine à la faculté de Paris. En 1899, elle est admise à l’externat des Hôpitaux de Paris.
La même année, elle se marie avec André Girard et abandonne ses études. Ils ont ensemble un fils, Étienne. Elle s'installe dans leur propriété de la région de Saumur et elle travaille, à ses côtés, à l'exploitation et à la vente des vins mousseux et de champagne.

### Une carrière de médecin
En 1903, Nicole Girard-Mangin divorce et revient à la médecine. En 1909, elle présente sa thèse sur les poisons cancéreux ; elle donne des cours à la Sorbonne et, lors du Congrès international de Vienne en 1910, elle représente la France au côté d'Albert Robin. Ce n'est donc pas une inconnue et elle exerce dans une profession presque entièrement composée d'hommes. En 1914, elle prend la tête du dispensaire anti-tuberculeux de l'hôpital Beaujon. Elle effectue des recherches sur la tuberculose et sur le cancer, et signe différentes publications, dont en 1913 son Essai sur l'hygiène et la prophylaxie antituberculeuses au début du XXe siècle. En 1914, Nicole Girard-Mangin rédige et fait paraître un Guide antituberculeux salué dans la presse de l'époque pour ses qualités pédagogiques.

### Première Guerre mondiale

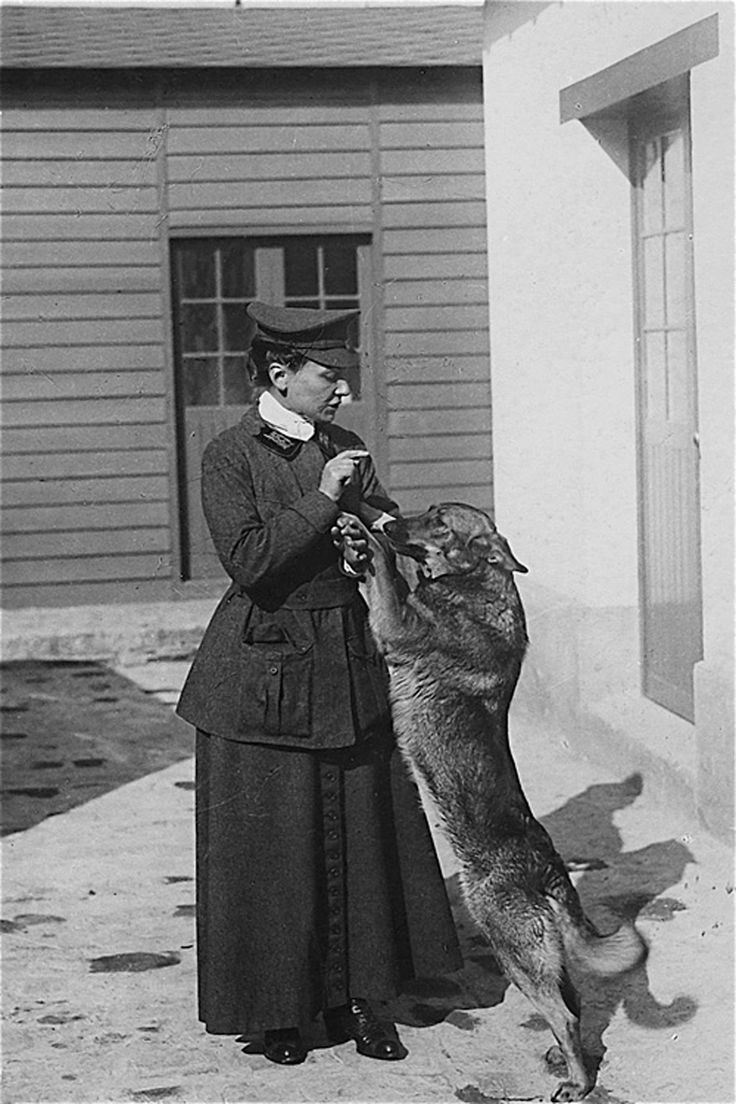
Nicole et sa chienne, Dun (pour Ver-dun).

Lorsque la Première Guerre mondiale éclate, le 2 août 1914, le « Dr Girard-Mangin » est mobilisé, l'administration ne doutant aucunement qu'il soit un homme ; Nicole Girard-Mangin répond néanmoins à l'appel. Elle est affectée à l'arrière, à l'hôpital de Bourbonne-les-Bains : elle y suscite des remous, mais avec l'afflux de blessés, on la garde pour ses qualités de médecin. Malgré des réticences initiales, elle est envoyée au front et l'armée la rémunère comme un infirmier : ce n’est qu’en 1916 que lui est reconnu le titre de médecin aide-major.

Nommée médecin auxiliaire, elle est affectée fin 1914 dans le secteur de Verdun. Aucun uniforme d'officier féminin n'existant dans l'armée française, on lui en adapte un au départ d'un uniforme de l'armée britannique,. Elle écrit et rapporte à ce sujet : 

« Il est fort probable que peu d’années, que dis-je, peu de mois après notre victoire, j’aurai un sourire amusé pour mon accoutrement singulier. […] Ce sera du reste injuste et ridicule. Je dois à ma casquette d’avoir gardé une coiffure correcte, même en dormant sur des brancards ; d’avoir tenu des heures sur un siège étroit sans gêner le conducteur. Je dois à mes multiples poches d’avoir toujours possédé les objets de première nécessité, un couteau, un gobelet, un peigne, de la ficelle, un briquet, une lampe électrique, du sucre et du chocolat. […] Enfin, je dois à mes caducées et mes brisques le prestige qu’il m’a fallu parfois auprès des ignorants et des sots. »

Elle est la seule femme médecin de l'armée française mobilisée pendant ce conflit mondial. Quand la bataille de Verdun commence, le 21 février 1916, elle soigne et opère des blessés. Sur son activité, elle écrit à sa famille : « Chirurgie sans arrêt, de jour comme de nuit, pendant des semaines, jusqu’à ce que l’on tombe, à bout de forces, sur un brancard pour dormir un peu,. » Elle est légèrement blessée au visage alors qu'elle évacue des blessés dans le secteur de Fleury. Opérant les blessés derrière les lignes, elle sillonne également le champ de bataille en camionnette avec un brancardier et un infirmier afin de prodiguer les premiers soins. Le 25 février 1916, les Français peuvent lire dans le journal l'Œuvre cet entrefilet non signé (et très probablement d'Annie de Pène) : « Le docteur N. Girard-Mangin a rempli depuis le 4 août 1914, sans autre répit qu'une permission de dix jours, les fonctions de médecin aide-major de 2e classe, d'abord dans la 21e région, en chirurgie, puis dans la région fortifiée de Verdun, aux contagieux. Ceci n'a rien d'absolument remarquable mais ce qui est très remarquable, c'est que le docteur Girard-Mangin est une femme,. »

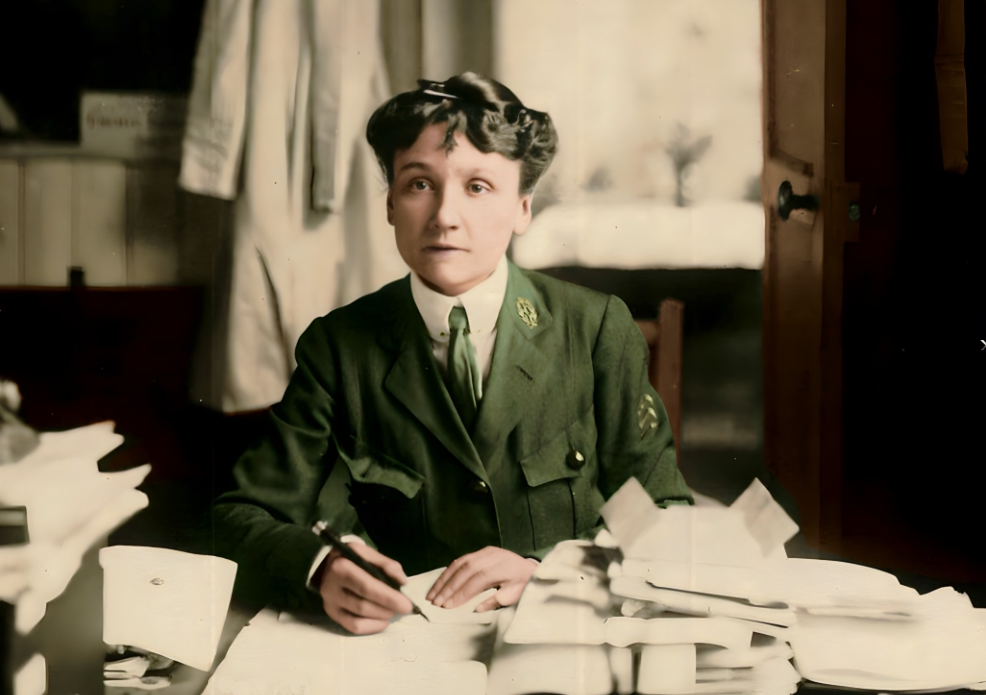
Nicole Girard-Mangin dans son bureau.

Régulièrement accueillie en héroïne, elle est envoyée dans la Somme puis dans le Pas-de-Calais, à l'hôpital de Moulle, où elle dirige un service de traitement pour tuberculeux, et enfin à Ypres (Belgique). En décembre 1916, malgré ses nombreux heurts avec l'administration militaire, elle est nommée médecin-major. Elle est alors affectée à Paris, où elle se voit confier la direction de l'hôpital Edith-Cavell, rue Desnouettes, où elle forme des infirmières auxiliaires destinées à être envoyées au front, visite et opère des malades, et préside le conseil de direction. Elle travaille dans cet hôpital après la fin du conflit, s'occupant de patients atteints de la grippe espagnole. À la fin de la guerre, elle est rendue à la vie civile, sans honneurs, ni décoration.

### Après la guerre
Après-guerre, Nicole Mangin s'investit au sein de la Croix-Rouge et elle donne des conférences sur le rôle des femmes durant la Grande Guerre. Elle milite également au sein d'une association féministe, l'Union des femmes de France, et participe à la création de la Ligue nationale contre le cancer. Préparant une tournée internationale, elle est retrouvée morte le 6 juin 1919 alors que fioles et boîtes de médicaments vides sont au pied de son lit, dans son appartement parisien au côté de sa chienne Dun,,,
L'hypothèse retenue par Jean-Jacques Schneider est qu'elle se serait suicidée après avoir pris connaissance qu'elle était atteinte d'un cancer incurable. Parce qu'elle est athée, ses funérailles et sa crémation se déroulent au cimetière du Père-Lachaise avant l’inhumation  dans le caveau familial à Saint-Maur-des-Fossés.

### Œuvres
- Les Poisons cancéreux, 1909, 154 p.
- Toxicité des épanchements pleurétiques, Alcan, 1910, 34 p.
- Essai sur l'hygiène et la prophylaxie antituberculeuses au début du 20e siècle sur Gallica Masson 1913 / réédition Hachette Livre BNF. 2013.  (ISBN 978-2012884724)
- Guide antituberculeux du Dr Girard-Mangin sur Gallica, 3e édition, 1914, 23 p.

### Biographies
- Jean-Jacques Schneider, Nicole Mangin - Une Lorraine au cœur de la Grande Guerre - L’unique femme médecin de l’armée française (1914-1918), éditions Place Stanislas, 2011.

- Catherine Le Quellenec, Docteur à Verdun - Nicole Mangin, éditions Oskar, 2015 (littérature jeunesse).
- Cécile Chabaud, De femme et d'acier, roman, éditions de l'Archipel, août 2024.
- Yann Tual, Nicole Mangin, féministe et humaniste, roman, éditions Bookelis, octobre 2024  (ISBN 979-10-424-3041-2).

## Hommages
Nicole Girard-Mangin n'a jamais reçu, de son vivant, ni citation, ni décoration.
- Les poilus lui décernent une plaque commémorative en remerciement des services prodigués aux blessés lorsqu'elle était au front.
- La Poste lui consacre un timbre en mars 2015.
- Plusieurs communes ont donné son nom à une voie de leur réseau : il existe ainsi une allée Nicole-Girard-Mangin à Nantes, à Orly, et à Toulouse depuis 2018, ainsi qu'une rue du Docteur-Nicole-Mangin à Lagny-sur-Marne et à Dugny. La ville de Paris donne également son nom à une voie en septembre 2018, à l'occasion du centenaire de la fin de la Première Guerre mondiale. L'allée Nicole-Girard-Mangin (Paris) est située sur le terre-plein central du boulevard de Ménilmontant (11e et 20e)[17], face au cimetière du Père-Lachaise et au monument aux Parisiens morts pendant la Première Guerre, inauguré le 11 novembre 2018.
- En 2019, deux écoles de la fonction publique choisissent le nom de Nicole Girard-Mangin comme nom de promotion : la promotion 2018-2019 de l'Institut régional d'administration de Metz et la 58e promotion des élèves fonctionnaires directrices et directeurs d'hôpital de l'École des hautes études en santé publique (EHESP). De même, le 10 octobre 2019, la 2e promotion des attachés d'administration de l'État du ministère des Armées prend son nom.
- Le 3 juillet 2021, elle reçoit, à titre posthume, la médaille d'honneur du Service de santé des armées. Elle lui est décernée lors d'un événement organisé au Fort de Villey-le-Sec en présence d'un petit-neveu[18],[19].
- Le 11 novembre 2022, elle reçoit, à titre posthume, la médaille commémorative de la bataille de Verdun décernée par la ville[16].